# PIAS Recordings
PIAS Recordings (estilizada como [PIAS] Recordings; anteriormente conhecida como Play It Again Sam) é uma gravadora fundada por Kenny Gates e Michel Lambot em Bruxelas, na Bélgica, com outra sede em Londres, na Inglaterra. Atualmente, possui 16 escritórios em todo o mundo e 300 funcionários. A PIAS também é responsável por marketing e distribuição.
Em 2022, Universal Music Group adquiriu 49% das participações da empresa. Os fundadores Kenny Gates e Michel Lambot mantém controle majoritário da empresa.

## História
Michel Lambot e Kenny Gates se conheceram por volta de setembro de 1981 na loja de discos de Michel então chamada "Casablanca Moon", vendendo exclusivamente discos de gravadoras independentes e eles rapidamente se tornaram amigos.
Em junho de 1982 a loja "Casablanca Moon" foi fechada e eles fizeram planos de fundar uma empresa de importação chamada "Play It Again Sam". Play It Again Sam começou a importar do Reino Unido em outubro de 1982 e estavam baseados no porão da casa dos pais de Kenny em Bruxelas, Bélgica. Michel e Kenny tinham, respectivamente, 21 e 19 anos de idade. A empresa foi incorporada em março de 1983 com um capital inicial de 5.000 euros e a estratégia era se tornar um "distribuidor" em vez de um importador atacadista; isso significava oferecer uma gama completa de serviços para gravadoras, tais como promoção e marketing. As atividades foram então estendidas à produção através da criação de sua própria gravadora em 1984.
O primeiro lançamento no selo em 1984 foi o mini-álbum Faces in the Fire da banda psicodélica experimental cult The Legendary Pink Dots. Isto foi imediatamente seguido pelo EP 'Four Your Ears Only', apresentando Red Lorry Yellow Lorry, Red Guitars, Party Day e Luddites. Isto lançou as bases para lançamentos de muitos outros artistas com formações musicais e origens geográficas muito diversas, incluindo Butthole Surfers, Parade Ground, The Neon Judgement, The Sound, Skinny Puppy, Taxi Girl, Bill Pritchard e The Cassandra Complex. Em 1988 a gravadora lançou o álbum Front By Front by Front 242 incluindo o single "Headhunter" (com um vídeo dirigido por Anton Corbijn).
Em 1999, Play It Again Sam assinou um acordo de distribuição alemã com a gravadora de dança indie Mo' Wax, sediada em Londres, incluindo trabalhos dos DJ Shadow e DJ Krush.
Em 2000, a gravadora mudou-se de Bruxelas para Londres e foi renomeada PIAS Recordings. A PIAS Recordings lançou os dois primeiros álbuns pela banda islandesa Sigur Rós. A banda escocesa Mogwai assinou com a PIAS em 2001.
PIAS anunciou no final de 2010 que iria relançar o Play It Again Sam como uma gravadora.